# Okay Airways
Okay Airways (tiếng Trung Quốc: 奥凯航空公司; bính âm: Aòkǎi Hangkong gōngsī) là một hãng hàng không có trụ sở tại quận Thuận Nghĩa, Bắc Kinh, Cộng hòa Nhân dân Trung Hoa. Hãng phục vụ bay thuê chuyến vận chuyển hành khách và có kế hoạch mở rộng sang các dịch vụ vận chuyển hàng hóa và bay thường lệ vận chuyển hành khách. Trung tâm chính của hãng đóng tại Sân bay quốc tế Tân Hải Thiên Tân tại Thiên Tân. Các chuyến bay đã bị đình chỉ trong một tháng bắt đầu từ ngày 15 tháng 12 năm 2008, do một tranh chấp giữa người vận chuyển và các cổ đông của mình.